# 하얀 민들레 (1996년 드라마)
《하얀 민들레》는 1996년 9월 2일부터 1997년 3월 1일까지 방영된 KBS 1TV TV 소설이다.

## 등장 인물

### 주인공
- 박선영 : 이하영 역
- 김광필 : 강진우 역

### 하영 가족
- 임동진 : 이인학 역 - 하영의 아버지
- 박현숙 : 이재영 역 - 하영의 큰언니
- 명로진 : 이수만 역 - 하영의 오빠
- 조민희 : 정은 역 - 수만의 아내
- 이아현 : 이서영 역 - 하영의 작은 언니

### 그 외 인물
- 백윤식 : 재영의 연인
- 선우재덕 : 서영의 연인
- 하미혜
- 김성겸
- 김해숙
- 김성우
- 최정인
- 김관기
- 이영선
- 박경문
- 김성희
- 최상훈

## 평가
- 인물들의 얼굴을 클로즈업으로 잡아내는 화면, 대사 중심의 구성, 매회 끝부분 주인공 심리를 직접화법으로 들려주는 나레이션 등[1]으로 좋은 평가를 받았다.

- 아버지의 외도로 태어난 딸 때문에 생긴 가족의 갈등을 다루었다는 내용[2]이 식상하다는 지적이 있었다.